# Ołeksandr Buriak
Ołeksandr Wasylowycz Buriak, ukr. Олександр Васильович Буряк (ur. 23 maja 1970 w Doniecku) – ukraiński bankowiec i polityk, z wykształcenia matematyk, deputowany.

## Życiorys
W 1993 ukończył matematykę na Kijowskim Uniwersytecie Narodowym im. Tarasa Szewczenki. Karierę biznesową rozpoczął w pierwszej połowie lat 90., od 1993 do 2002 zasiadał w kierownictwie banków, w tym we władzach Brokbiznesbanku. W 2002 po raz pierwszy uzyskał mandat posła do Rady Najwyższej z listy Bloku Nasza Ukraina, wkrótce przechodząc na stronę większości popierającej rząd Wiktora Janukowycza. Po pomarańczowej rewolucji przystąpił do Bloku Julii Tymoszenko. Z listy BJuT uzyskał mandat poselski w 2006 i ponownie w przedterminowych wyborach w 2007. Po przejęciu władzy przez Partię Regionów w trakcie VI kadencji opuścił frakcję parlamentarną bloku. Nie ubiegał się o reelekcję w 2012.
Jest młodszym bratem Serhija Buriaka, również przedsiębiorcy i polityka.